# Lluís Puig i Matas
Lluís Puig i Matas (Terrassa, 1900 - 1971) va ser un músic, compositor, professor, actor i director egarenc.
Nasqué a Terrassa el 26 de Febrer de 1900 i, després d'un llarg període de seminarista, deixà els estudis eclesiàstics per a incorporar-se plenament a les activitats religioses i culturals de la ciutat de Terrassa.
Fou un artista polifacètic i referent en molts camps dins del municipi exercint càrrecs com professor de filosofia i llatí a diverses escoles, liturgista i publicista catòlic, membre i solista de la Capella de Música de la catedral-basílica de Sant Pere, actor de teatre recurrent a l'Associació Centre Cultural El Social de Terrassa, redactor del Diari de Terrassa i El Matí de Barcelona així com crític musical en mitjans de comunicació locals. Per a compaginar l'extensa vida cultural diürna hagué de trobar en les hores nocturnes un espai on poder crear continguts requerits pel mateix dia següent com columnes o articles. També treballà de comptable en una important empresa industrial.
El rol més destacat de Lluís fou el de director de cant gregorià a l'Schola Cantorum de la Sagrada Familia i de la parròquia de la Santa Creu de Barcelona.
Poc temps després que el Concili Vaticà II tanqués bona part de les escoles on s'ensenyava cant gregorià, caigué malalt víctima d'una llarga i dolorosa malaltia.
Traspassà el 18 de maig del 1971.
Darrerament s'obrí un carrer a Terrassa amb el seu nom paral·lel al del carrer Francesc Oller.